# 新加利福尼亚 (奇里基省)
新加利福尼亚是巴拿马奇里基省Tierras Altas District的一个城市。新加利福尼亚设立于2013年9月13日。